# Josefina Méndez
Josefina Méndez   (l'Havana, 8 de març de 1941 - l'Havana, 26 de gener de 2007) va ser una ballarina i mestra de ballet cubana. Juntament amb Loipa Araújo, Aurora Bosch i Mirta Plá, és considerada una de les "Quatre joies del ballet cubà". El seu estil es destaca pel joc poètic amb subtilesa i disciplina. Va ser artista principal amb el Ballet Nacional de Cuba i va rebre l'Ordre Nacional de la Legió d'Honor de França.
Va començar els estudis de dansa a l'escola de la Societat Pro-Art Musical i els va continuar a l'Acadèmia Alicia Alonso amb Fernando Alonso, León Fokin i José Parés, els seus principals mestres. El 1955, va debutar amb el El llac dels cignes, però transvestida de noi, davant l'escassetat d'homes de la companyia en aquells anys.
El 1964 i 1965, Josefina va guanyar les medalles de bronze i plata, en les dues primeres edicions del concurs de ballet de Varna de Bulgària. El 1970, va rebre el Grand Prix de la Vila de París amb el Ballet Nacional de Cuba, i la Estrella d'Or. El 1976, va rebre el Premi Internacional d'Art Sagitari d'Or d'Itàlia al sector de la dansa. Es va retirar dels escenaris el 1997.